# The Crickets
The Crickets fue una banda de rock and roll formada en Lubbock, Texas, por el cantautor Buddy Holly en la década de 1950. Obtuvieron su primer gran éxito con «That'll Be the Day», sencillo lanzado en 1957. La banda estuvo formada por Glen Hardin (piano), Jerry Allison (batería), Joe B. Mauldin (bajo) y Sonny Curtís (guitarra). Sus exmiembros incluyen al propio Buddy Holly, Albert Lee, Jerry Nailor, entre otros. Su gran popularidad los llevó a ser considerados como una de las bandas estadounidenses más importantes, en parte porque su música sirvió como influencia para otras importantes bandas formadas posteriormente, tales como The Beatles, The Hollies, The Beach Boys y The Rolling Stones, y también para artistas como Don McLean y Bob Dylan. The Crickets ejercieron una profunda influencia en la música popular, lo que los llevó incluso a actuar en el popular programa de televisión The Ed Sullivan Show, el 1 de diciembre de 1957.

## Formación
Buddy Holly había estado grabando demos con músicos amigos desde 1954. Sonny Curtis, Jerry Allison y Larry Welborn participaron en estas sesiones. En 1956, la banda de Holly (por entonces informalmente conocida como Buddy Holly & the Two Tones , es decir, Holly con Sonny Curtís y Don Guess, posteriormente conocidos como The Three Tones) grabó un disco lleno de interpretaciones en Nashville, Tennessee, para Decca, pero los registros no fueron más que medianamente exitosos, así que la banda no fue conocida sino hasta 1957, cuando el ingeniero de grabación y productor Norman Petty organizó sesiones de grabación para Holly en Clovis (Nuevo México).
Sin embargo, Holly había ya grabado para otra compañía discográfica con su nombre, razón por la cual necesita elegir otro nombre para su grupo, con el fin de evitar problemas legales. La banda primeramente se inspiró en otros grupos con nombre de pájaros, pero finalmente consideraron nombres centrados en insectos (cabe destacar que casi se eligió el nombre The Beetles (los escarabajos, en español). Años más tarde, The Beatles eligieron en sus comienzos ese nombre, en honor a the Crickets, que fue finalmente el nombre definitivo. 
Así, la banda quedó conformada por Buddy Holly (guitarrista principal y vocalista), Jerry Alison (batería), Joe B. Mauldin (bajo) y Nicky Sullivan (guitarra rítmica). Sullivan abandono la banda tiempo después para dedicarse a sus estudios. The Crickets, ahora un trío, comenzó a llevar a cabo presentaciones en teatros y en televisión, y grabó más canciones, la mayoría compuestas por los miembros de la banda.

## El éxito temprano

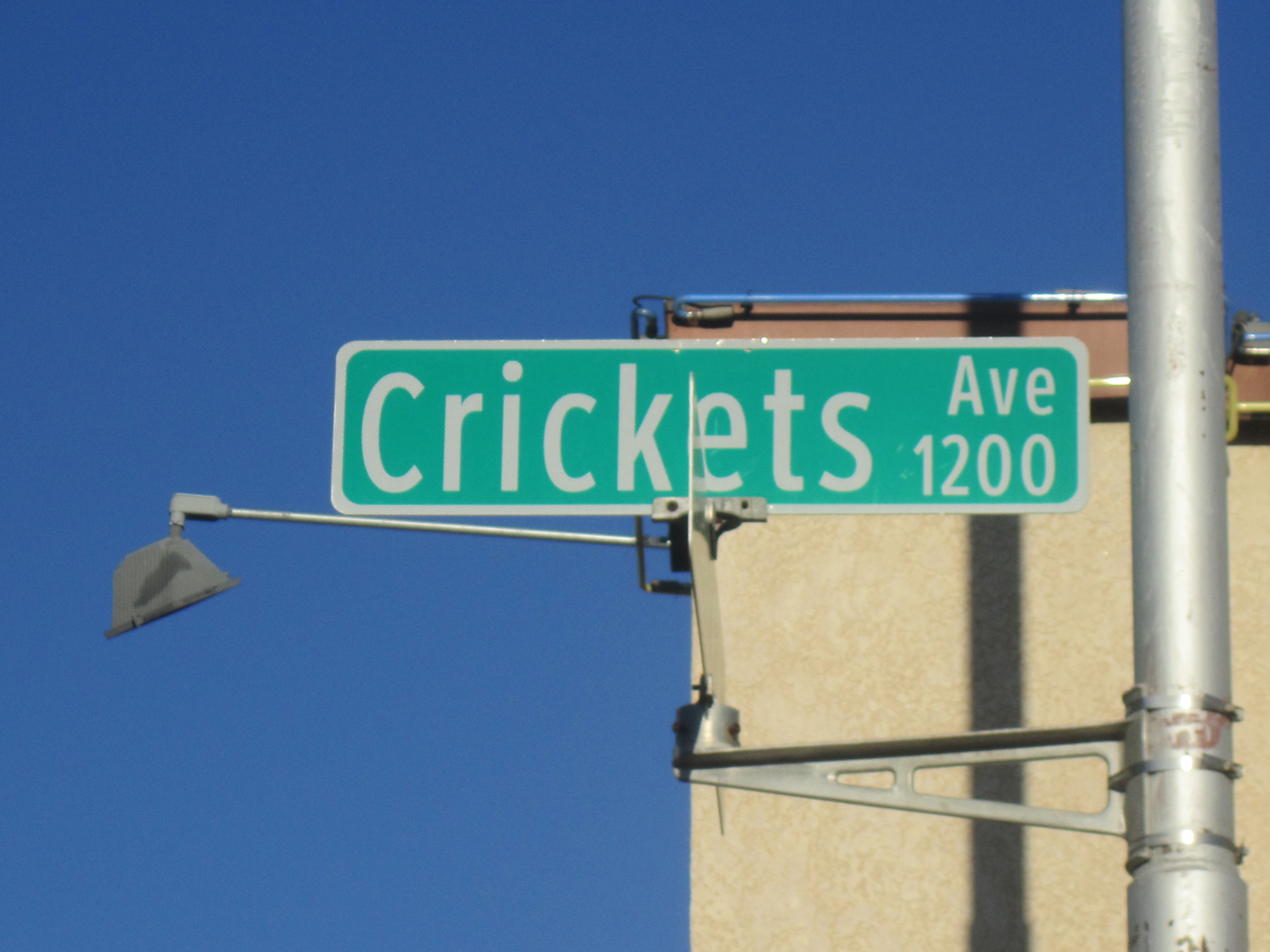
Ahora the Crickets son reconocidos en Lubbock, Texas, con una avenida que lleva su nombre.

Durante 1957, Norman Petty dispuso que las grabaciones de The Crickets se comercializaran bajo dos nombres distintos. Las grabaciones en donde Buddy Holly cantaba como solista fueron publicadas bajo el nombre de Buddy Holly, mientras que las canciones con coros doblados se publicaron bajo el nombre de The Crickets. Petty, razonando correctamente, pensó que algunos disc jockey se rehusarían a reproducir un mismo artista en exceso, pero que no tendrían ningún problema en tocar las grabaciones de dos grupos aparentemente diferentes. Algunos disc jockey se refirieron, al momento de reproducir las grabaciones, a Buddy Holly and the Crickets, sin embargo, los sellos discográficos nunca se refirieron a la banda con ese nombre sino hasta después de la muerte de Holly. En 1958, Holly rompió relaciones con Petty y se mudó a Nueva York para estar más involucrado en la publicación y las empresas de grabación. Allison y Mauldin optaron por no viajar junto a él y volver a Lubbock. Ahora Holly grababa bajo su propio nombre, junto con los músicos de sesión Tommy Allsup y Carl Bunch. Waylon Jennings estuvo de gira con el poco después de que Holly abandonara The Crickets. Mientras tanto , Allison y Mauldin esperaban reunirse con Holly después de finalizar una gira de invierno por el norte del Medio Oeste. Además, los dos músicos, junto con Sonny Curtis (amigo y colaborador de Holly), comenzó a grabar nuevas canciones con The Crickets, con Earl Sinks en la voz. Mientras grababan, se anunció que Buddy Holly había muerto en un accidente aéreo junto con Ritchie Valens y The Big Bopper durante una gira. Este acontecimiento es popularmente conocido como El día que murió la música.

## Después de la muerte de Holly
La banda continuo estando en activo después de la muerte de Holly. David Box, nacido en Lubbock, Texas, y casi idéntico a Holly musicalmente, se unió al grupo como vocalista en su sencillo de 1960 titulado Don't Cha Know (lado A) y Peggy Sue Got Married (lado B). Box irónicamente moriría en un accidente aéreo -al igual que Holly- el 23 de octubre de 1964, durante una gira en la cual actuaba como solista. En 1962, la versión de The Crickets de la canción No Ever Change (escrita por Carole King y Gerry Goffin) alcanzó la posición número 5 en las listas de éxitos británicas individuales. Ese mismo año, el grupo lanzó al mercado el álbum Bobby Vee Meets the Crickets, con Bobby Vee en la voz principal. En 1964, la banda grabó su propia versión del tema California Sun para el álbum del mismo título.

## sigloXXI
En 2004  se publicó el álbum Crickets and their Buddies que cuenta con varios clásicos de varias etapas de su carrera, con colaboraciones de otros músicos como Eric Clapton, Rodney Crowell, Waylon Jennings, John Prine, Graham Nash, Bobby Vee, y otros. El álbum fue producido y mezclado por Greg Ladanyi, e incluyó la edición y mezclas adicionales de Dave Carlock, Hill Rob, y Masson Rogers. El 28 de octubre de 2008, The Crickets fueron incluidos en el Salón de la Fama  en Nashville, Tennessee. En la ceremonia interpretaron Peggy Sue, Not Fade Away, y That'll Be the Day, junto con el Stone Keith Richards.
El 14 de abril de 2012, The Crickets fueron incluidos en el Salon de la Fama del rock por una comisión especial, con el objetivo de corregir el error de no incluir la banda de Buddy Holly, cuando fue introducido por primera vez en 1986. El grupo no pudo asistir a la ceremonia debido a la enfermedad de Mauldin. La banda sigue activa hasta la actualidad.

## Discografía
- The "Chirping" Crickets (1957, con Buddy Holly)
- In Style with the Crickets (1960)
- Bobby Vee Meets the Crickets (1962)
- Something Old, Something New (1963)
- California Sun (1964)
- Rock Reflections (1971)
- Remnants (1973)
- Bubblegum, Pop, Ballads & Boogie (1973)
- Long Way from Lubbock (1975) (con Albert Lee).
- Back in Style (1975)
- 3 Piece (1988)
- T Shirt (1988)
- Cover to Cover (1995)
- The Original (1996)
- Rockin (2000)
- Too Much Monday Morning
- Crickets and Their Buddies (2004)
- About Time Too (con Mike Berry)